# باشگاه فوتبال وورتینگ
باشگاه فوتبال وورتینگ (به انگلیسی: Worthing Football Club) یک باشگاه فوتبال در شهر وورتینگ، کشور انگلستان است که در سال ۱۸۸۶ میلادی تأسیس شده‌است.